# Emeline Detilleux
Emeline Detilleux, née le 8 novembre 1999, est une coureuse cycliste belge, spécialiste du VTT. 

## Biographie
Emeline Detilleux est originaire de Cerfontaine. Elle découvre le VTT grâce à ses frères aînés. Chez les juniors (moins de 19 ans), elle est double championne de Belgique de cross-country juniors en 2016 et 2017.
À partir de 2018, elle court au niveau national chez les élites et au niveau international chez les espoirs (moins de 23 ans) pendant quelques années. En 2018 et 2019, elle monte sur le podium des championnats de Belgique, à chaque fois derrière Githa Michiels. Au niveau international, elle se classe notamment septième du championnats du monde de cross-country espoirs en 2020. Parallèlement, elle suit une formation de professeur de sport.
Dès 2021, elle devient la meilleure vététiste belge et remporte quatre fois de suite les championnats nationaux, ainsi que trois titres en short track de 2022 à 2024. Au niveau international, ses meilleurs résultats dans l'élite sont une 14e place aux championnats d'Europe 2024 et une 19e place à la Coupe du monde de VTT 2023 sur la manche de Val di Sole. 
En août 2024, elle participe aux Jeux olympiques de Paris. En octobre, elle devient la première coureuse belge à remporter la Roc d'Azur.

## Palmarès en VTT

### Championnats du monde
- Leogang 2020
  - 7e du cross-country espoirs

### Coupe du monde
- Coupe du monde de cross-country
  - 2023 : 43e du classement général

- Coupe du monde de cross-country short track
  - 2023 : 41e du classement général

### Championnats nationaux
- 2016
  -  Championne de Belgique de cross-country juniors
- 2017
  -  Championne de Belgique de cross-country juniors
- 2021
  -  Championne de Belgique de cross-country
- 2022
  -  Championne de Belgique de cross-country
  -  Championne de Belgique de cross-country short track
- 2023
  -  Championne de Belgique de cross-country
  -  Championne de Belgique de cross-country short track
- 2024
  -  Championne de Belgique de cross-country
  -  Championne de Belgique de cross-country short track